# Mulheres de Areia
Mulheres de Areia é uma telenovela brasileira que foi produzida pela extinta Rede Tupi e exibida entre 26 de março de 1973 a 5 de fevereiro de 1974, às 20 horas, tendo 253 capítulos, substituindo A Revolta dos Anjos e sendo substituída por Os Inocentes. 
Foi escrita por Ivani Ribeiro, baseada em sua radionovela As Noivas Morrem no Mar de 1965, essa por sua vez foi inspirada no filme Uma Vida Roubada, dirigida por Edson Braga e com supervisão de Carlos Zara.
Dos 253 capítulos originalmente exibidos, apenas 7 foram preservados, estando sob a guarda da Cinemateca Brasileira.
Contou com Eva Wilma, Carlos Zara, Gianfrancesco Guarnieri, Antônio Fagundes, Maria Isabel de Lizandra, Cleyde Yáconis, Lucy Meirelles e Cláudio Corrêa e Castro nos papéis principais. 

## Sinopse
O jovem Marcos Assunção retorna à cidade litorânea de Itanhaém para auxiliar sua família nos negócios. O rapaz desperta uma paixão pela bondosa Ruth, e tem seus sentimentos correspondidos, mas acaba envolvido pela irmã gêmea de Ruth, Raquel. Filhas de pobres pescadores locais, as irmãs são gêmeas idênticas, mas de personalidades opostas. Enquanto Ruth é sincera, honesta e amorosa, e está verdadeiramente apaixonada por Marcos; Raquel é dissimulada, caprichosa e egoísta, e só ambiciona ter uma prestigiada posição social e muito dinheiro em suas mãos. Raquel percebendo que Ruth e Marcos estão apaixonados, trata de seduzir o rapaz, separando-os, e iniciando um namoro com ele, mas Raquel mantém um relação amorosa com mau caráter Wanderley, seu cúmplice. Quem percebe tudo isso é o doente mental Tonho da Lua, protegido de Ruth, por quem ele nutre um amor platônico, mas esconde por vergonha. Tonho, mesmo deficiente, é famoso por esculpir mulheres nas areias da praia, mas sofre com as terríveis perseguições e maldades de Raquel.
Raquel, para poder casar-se com Marcos e roubar seu dinheiro, terá que enfrentar Virgílio Assunção, o pai de Marcos, que não aceita o namoro, desconfiando das intenções de Raquel com seu filho. Virgílio é um empresário prepotente e inescrupuloso, que enfrenta vários problemas dentro de sua casa, sua filha Malu, uma jovem rebelde que culpa Virgílio pela morte do seu noivo e vive para fazer da vida dele um inferno. Entretanto, Malu conhece o vaqueiro Alaor, que fora apaixonado por Ruth, mas perdeu as esperanças. Alaor é um homem rude, e Malu muda seu alvo, ele tenta a todo custo domar as impetuosidades de Malu.
Enquanto isso, Ruth sofre calada com o casamento da irmã Raquel com Marcos, mesmo sabendo que Raquel está com ele por interesse, e fica muito decepcionada com ela, pois Raquel sabia que ela era e ainda é apaixonada por Marcos, e mesmo assim o conquistou. A história tem uma reviravolta quando as gêmeas sofrem um acidente de barco, e apenas uma delas é encontrada, e a outra é dada como morta. Ruth é a única resgatada do acidente e fica por algum tempo em coma, ao mesmo tempo, Tonho convence a todos de que ela é Raquel, e que Ruth morreu no acidente. Assim, depois de recuperada, Ruth aceita assumir a identidade da irmã, para poder ficar ao lado do homem que tanto ama.
No entanto, Ruth sente-se cada vez mais angustiada, pois odeia mentiras, por outro lado, ela não quer ver Marcos infeliz e aceitou fazer isso para que ele não sofresse com a morte de Raquel, pois Ruth acredita que Marcos gosta realmente de Raquel, mas o que Ruth não sabe é que Marcos é apaixonado por ela, mas todos pensam que ela morreu no acidente, o que faz Marcos sofrer demais. Mas Raquel não esta morta como todos pensam e volta à cidade, buscando vingança contra Ruth que roubou tudo que era dela, e a todos que estiverem em seu caminho.
No final, Raquel é morta assassinada com um tiro no peito por César, um mau caráter, que teve seu irmão Zé Luís morto atropelado depois que Raquel revelou para ele, que César engravidou Ruth no passado, e ela perdeu o bebê.

## Produção
Para escrever esta trama, Ivani Ribeiro se inspirou em uma radionovela de sua autoria chamada As noivas morrem no mar, escrita em 1965. Por sua vez essa radionovela era inspirada no filme Uma vida roubada, lançado em 1946 com Bette Davis no papel das gêmeas.
A telenovela teve gravações na cidade de Itanhém, na baixada Santista. O principal cenário das gravações era a Praia dos Pescadores, onde funcionavam vários núcleos da história. Muitos pescadores da região atuaram como figurantes na novela, quando os barcos eram lançados ao mar. A produção aproveitou a rotina das praias pra dar mais realismo à trama. 
Em novembro de 1973, durante a exibição da novela, Eva Wilma sofreu um grave acidente de carro, que lhe deixou uma cicatriz no rosto. Isto lhe obrigou a fazer uma cirurgia plástica, o que lhe deixou 9 dias afastada das gravações da novela. Assim que voltou, as primeiras cenas gravadas foram a do julgamento da Raquel.
| “                                                          | Eles colocaram de maneira que a minha cicatriz ficava totalmente em evidência. Ou seja, isso agravava os conflitos da minha Raquel. E eu estava com esparadrapo cirúrgico ainda | ” |
| — Eva Wilma, no programa Vilãs que Amamos, exibido em 2019 | |   |

Para gravar as cenas das gêmeas, Eva Wilma contava com uma dublê, que ficava de costas quando uma delas aparecia de frente. A atriz também falou sobre as dificuldades de interpretar personagens gêmeos numa época de pouca tecnologia. 
| “           | Quando Ruth e Raquel tinham de ficar frente a frente, o diretor gravava duas vezes. Primeiro com um lado da câmera tampado. Depois com o outro. Como as cenas se acumulavam, nós entramos num acordo para facilitar o trabalho. Dávamos prioridade a closes e imagens duplas | ” |
| — Eva Wilma | |   |

As estátuas de areia que apareciam na novela eram feitas pelo ator Serafim Gonzalez, que também interpretava o personagem Alemão.

## Elenco
| Ator                     | Personagem                     |
| ------------------------ | ------------------------------ |
| Eva Wilma                | Ruth Araújo                    |
| Eva Wilma                | Raquel Araújo Assunção         |
| Carlos Zara              | Marcos Assunção                |
| Gianfrancesco Guarnieri  | Antônio (Tonho da Lua)         |
| Cláudio Corrêa e Castro  | Virgílio Assunção              |
| Cleyde Yáconis           | Clara Assunção (Clarita)       |
| Rolando Boldrin          | Dr. César                      |
| Maria Estela             | Arlete Assunção                |
| Edgard Franco            | Wanderley                      |
| Márcia Maria             | Andréa Sampaio                 |
| Maria Isabel de Lizandra | Maria Lúcia Assunção (Malu)    |
| Antônio Fagundes         | Alaor                          |
| Sílvio Rocha             | Floriano Araújo                |
| Lucy Meirelles           | Isaura Araújo                  |
| Serafim Gonzalez         | Walter (Alemão)                |
| Ana Rosa                 | Alzira                         |
| Newton Prado             | Alcides Sampaio                |
| Carminha Brandão         | Bárbara Sampaio (Baby)         |
| Ivan Mesquita            | Donato                         |
| Umberto Magnani          | Zé Luís                        |
| Liza Vieira              | Carola Sampaio                 |
| Carlos Nunes             | Tito Belo                      |
| Analu Graci              | Glorinha                       |
| Abrahão Farc             | Marujo                         |
| Adoniran Barbosa         | Francisco Belo (Chico Belo)    |
| Léa Camargo              | Maria do Carmo Belo (Do Carmo) |
| Servílio Batista         | Servílio                       |
| Thereza Santos           | Vilma                          |
| Átila Iório              | Henrique Assunção              |
| Riva Nimitz              | Beatriz (Bebé)                 |
| João José Pompeo         | Chofer Alceu Duarte            |
| Carmem Marinho           | Luíza                          |
| Sérgio Galvão            | Justino                        |
| Carlos Moreno            | João                           |
| Olívia Camargo           | Alice                          |
| Haroldo Botta            | Jairo (Jajá)                   |

### Participações especiais
| Ator               | Personagem                                      |
| ------------------ | ----------------------------------------------- |
| Paulo Guarnieri    | Tonho da Lua (criança)                          |
| Othon Bastos       | Dr. Otávio Galvão (advogado de Ruth)            |
| Gian Carlo         | namorado de Raquel no início                    |
| Flávio Galvão      | Ricardo (namorado de Malu que suicidou-se)      |
| Aldo César         | Delegado (investiga o assassinato de Wanderley) |
| Clodovil Hernandes | Costureiro/ele mesmo.                           |

## Audiência
Teve média geral de 36 pontos, um fenômeno de audiência para a Rede Tupi e para a época, que chegava a superar em números as novelas da sua principal concorrente, Rede Globo, que exibiu, no horário das oito, as fracas Cavalo de Aço e O Semideus, o que afugentou boa parte dos telespectadores para a trama da Tupi, exibida no mesmo horário .

## Trilha sonora
O álbum sob o título Temas Nacionais e Internacionais da Novela Mulheres de Areia foi lançada em 1973 pela gravadora Sinter nos formatos de LP e K7. O álbum, composta de canções em português e inglês dos artistas nacionais e internacionais, conta com direção de estúdio Reunidos, Arnaldo Saccomani, e a capa da trilha é de uma estátua de mulher de areia na praia em Itanhaém, feita pelo escultor Serafim Gonzalez. O álbum começa como o tema instrumental romântica "First Love" feita pela orquestra Phonoband, servindo como tema de Ruth e Marcos e da abertura. A segunda faixa é "The Night I Got Out of Jail" interpretado pela banda de rock estadunidense Ten Wheel Drive, serve como tema de Malu. A terceira faixa foi "Violão Vagabundo" composta por Baden Powell e Paulo César, interpretado por próprio Baden, serve como tema de Raquel. 
"Maldição", a quarta faixa da trilha, foi gravada originalmente em 1967 pela cantora portuguesa Amália Rodrigues, e foi adaptado pela cantora baiana Maria Bethânia em 1972 (para o álbum Drama - Anjo Exterminado), a música serve como tema de Tonho de Lua e Alzira, de Ruth e Raquel. A quinta faixa é "Geração do Amor", o segundo tema instrumental feita pela Phonoband, serve como tema de Isaura. A sexta faixa é "O Navegante", de autoria do compositor Sidney Miller e interpretado pelo grupo vocal MPB4, servindo como tema dos pescadores. 
A sétima faixa, "Last Love", o tema da abertura e de encerramento da novela, e o terceiro tema instrumental feita pela orquestra Phonoband, que era uma mixagem destas duas músicas (First Love e a própria música). A oitava faixa, "Beautiful", foi interpretado pela banda norte-americana The Isley Brothers (para o álbum Get into Something, lançado em 1970), serve de tema da Andréia. A nona canção, "Drops", interpretada pela cantora Cynthia, serve de tema de Ruth. A décima faixa, "Te Amo Eternamente", é uma versão original de While We're Still Young, do astro pop canadense Paul Anka, foi adaptado pela versão brasileira composta pelo  Dino Rossi e interpretado pelo cantor Celso Ricardo, serve como tema romântica de Ruth e Marcos. A décima primeira faixa, "A Viola e o Cantador", foi composta pelos músicos sertanejos Zé Rosa e Zé Tapera, foi interpretado pelo músico paulista Renato Teixeira, e serve como tema de Floriano. A trilha sonora termina com a música instrumental "Easy Come, Easy Goes", o quatro e último tema feita pela orquestra Phonoband, sendo escrita por Djalma Melim, servindo como tema de Clarita.
Apesar de não constar no álbum, em algumas cenas românticas entre Marcos e Ruth foram utilizados trechos da música Footprints on The Moon, de Johnny Harrys.
Lista de faixas
| Lado A |                                                              |                                     |                 |         |  |
| N.º    | Título                                                       | Compositor(es)                      | Artista(s)      | Duração |  |
| 1.     | "First Love" (Tema de Ruth e Marcos, tema de abertura)       | George A. Share                     | Phonoband       | 2:40    |  |
| 2.     | "The Night I Got Out Of Jail" (Tema de Malu)                 | Aram Schefrin Michael Zager         | Ten Wheel Drive | 3:44    |  |
| 3.     | "Violão Vagabundo" (Tema de Raquel)                          | Baden Powell Paulo César Pinheiro   | Baden Powell    | 4:33    |  |
| 4.     | "Maldição" (Tema de Tonho da Lua e Alzira, de Ruth e Raquel) | Alfredo Duarte Armando Vieira Pinto | Maria Bethânia  | 4:32    |  |
| 5.     | "Geração do Amor" (Tema de Isaura)                           | Arnaldo Saccomani                   | Phonoband       | 3:10    |  |
| 6.     | "O Navegante" (Tema dos Pescadores)                          | Sidney Miller                       | MPB4            | 2:52    |  |

| Lado B |                                                                        |                                   |                    |         |  |
| N.º    | Título                                                                 | Compositor(es)                    | Artista(s)         | Duração |  |
| 7.     | "Last Love" (Tema de abertura)                                         | George A. Share                   | Phonoband          | 2:10    |  |
| 8.     | "Beautiful" (Tema de Andréia)                                          | R. Isley O. Isley R. Isley        | The Isley Brothers | 3:06    |  |
| 9.     | "Drops" (Tema de Ruth)                                                 | Jason                             | Cynthia            | 3:36    |  |
| 10.    | "Te Amo Eternamente (While We're Still Young)" (Tema de Ruth e Marcos) | (original) Dino Rossi (adaptação) | Celso Ricardo      | 3:18    |  |
| 11.    | "A Viola e o Cantador" (Tema de Floriano)                              | Zé Tapera Zé Rosa                 | Renato Teixeira    | 3:55    |  |
| 12.    | "Easy Come, Easy Goes" (Tema de Clarita)                               | Djalma Melim                      | Phonoband          | 2:32    |  |